# 中華航空2265號班機空難
中華航空2265號班機（CI2265/CAL2265）是1986年2月16日的一班由台北松山機場飛往澎湖縣馬公機場的春節加班機，由一架編號為B-1870的波音737-200執行。當天，該班機在降落馬公機場進場失敗（重落地）後重飛，又因重飛失敗而墜毀於目斗嶼附近海域，導致機上13人全部遇難。

## 事故經過
1986年2月16日當天為農曆正月初八，華航加開班機以疏運春節返鄉的旅客。2265號班機於當晚18時14分從台北起飛，由編號為B-1870的波音737-281執行，機長為楊明詮，副機長為朱齊原。
18時41分落地時，飛機鼻輪觸地爆胎，疑似重落地所致，鼻輪艙門於機場跑道頭附近被發現，故研判客機降落觸地時力道過猛於是又拉起重飛。當時機組人員決定重飛，並試圖再次降落，卻因此而和馬公塔台失去聯繫，於是馬公機場方面立即通報消防救難單位協尋並請求中華民國海軍、中華民國空軍緊急動員艦艇飛機多梯次方式搜索，事後證實機上6名乘客和7名機組人員全數遇難。飛機殘骸於同年3月10日在馬公以北12英里處的190英尺深的水域中被發現。

## 墜機地點說法及殘骸打撈
當時參與救難的中華民國國軍退伍士官回憶，當時墜機第一時間資訊紛亂不齊，各方資訊及目擊者說法也不一，因為是落海時爆炸故已知鳥嶼有居民聽見爆炸巨響並向相關單位報案；但是海軍、空軍同步進行搜尋皆未有所發現，無浮油也無殘骸及遺物飄在海中。
幾個月後才在最北邊的目斗嶼附近找到殘骸。也發現部分罹難者殘肢，由於當時是空機，只有六名乘客（五名中華民國陸軍軍人及澎湖縣警察局督察長）及七名機組員殉難（二名機師、二名隨機保安官、三名空服員），罹難人數遠低於預期。

## 客機引進及事件
- 失事的波音737-281於1969年製造，生產線編號為168，原為全日本空輸的第一架波音737，註冊編號為JA8401。
- 1976年，轉售中華航空，註冊編號改為B-1870。[7]
- 1978年，在執行由高雄飛往香港的CI831號班機時遭劫持，劫機者在啟德機場被擊斃。[8]

## 相關事故及影響
事故發生於澎湖群島一帶，這一區域因自1967年以來多發空難而被稱為「台灣百慕大」。除CI2265空難外，澎湖一带曾先後發生的重大空難包括中華航空825號班機空難（1971年）、中華航空611號班機空難（2002年）、復興航空791號班機空難（2002年）和復興航空222號班機空難（2014年）。而這些重大飛安事故除對相關家屬是種沉痛之外，對於以觀光業發展的澎湖而言更是一種衝擊，由其是近年的飛安意外更為尤鉅。
2月16日對台灣航空界而且也是一個不祥的日子，因為1968年發生的民航公司010號班機空難、本次空難以及1998年的大園空難皆是發生於2月16日。